# オドレイ・ラミー
オドレイ・ラミー（Audrey Lamy、1981年1月19日 - ）は、フランスの女優。

## 出演作品
- 美女と野獣（アンヌ）
- フランス、幸せのメソッド（ジョジィ）
- シティーハンター THE MOVIE 史上最香のミッション（ジルベールの妻）